# Esja

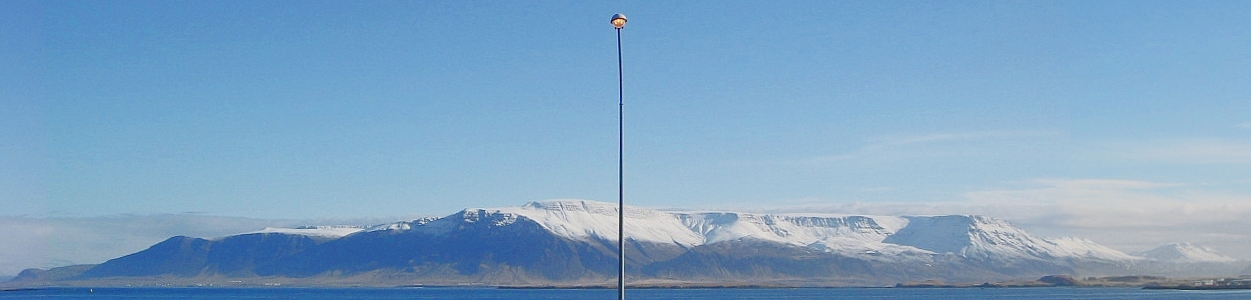
Esjan sett från Reykjaviks centrum

Esja (ofta Esjan, med en bestämd artikel) är ett berg just norr om Islands huvudstad Reykjavik. Esjans högsta topp är 914 meter hög. Berget är ett populärt utflyktsmål och har vandringsleder i olika svårighetsgrader. Via Mossfellsbær går det bussar till Esjan från Reykjavik. På bergets sluttning ligger gården Esjuberg, där Islands första kyrka, Hof, byggdes.